# John Taras
John Taras (* 18. April 1919 in New York City; † 2. April 2004 ebenda) war ein US-amerikanischer Choreograf und Ballettmeister.

## Leben
John Taras, der Sohn ukrainischer Einwanderer, begann seine Karriere mit neun Jahren bei einer ukrainischen Volkstanzgruppe. Im Alter von 16 Jahren begann er klassisches Ballett zu studieren. Einer seiner Lehrer war der berühmte Tänzer und Choreograph Michel Fokine.
1939 arbeitete er zum ersten Mal mit George Balanchine zusammen, als er für die Ford Motor Company Show bei der Weltausstellung tanzte. 1956 choreographierte er zu Ehren der Hochzeit von Fürst Rainier von Monaco mit Grace Kelly das Ballett Fanfare for a Prince an der Oper von Monte Carlo.
Nach seiner Arbeit für verschiedene Projekte vor allem in Europa kehrte er 1959 nach New York zurück und wurde der Assistent und Ballettmeister von George Balanchine am New York City Ballet. Er war künstlerischer Leiter des Balletts der Pariser Oper (1969–1970) und künstlerischer Leiter des Berliner Balletts. Von 1984 bis 1990 war er ein "associate Director" des American Ballet Theatre.